# Réginald Marie Garrigou-Lagrange
Otec Réginald Marie Garrigou-Lagrange OP (21. února 1877, Auch, Francie – 15. února 1964, Řím) byl francouzský katolický teolog tomistického směru, považovaný za jednoho z největších znalců díla sv. Tomáše Akvinského ve 20. století, a zároveň jeden z předních kritiků modernismu.

## Život
Původně studoval lékařství, k teologickým studiím a kněžství se rozhodl v průběhu lékařských studií ve dvaceti letech pod vlivem četby knihy Člověk od Ernesta Hella. Vstoupil do dominikánského kláštera v Amiens a zde přijal řeholní jméno Reginald. 30. dubna 1900 složil řeholní sliby a 28. září 1902 byl vysvěcen na kněze.
Od roku 1905 působil jako učitel dějin filosofie a dogmatické teologie na dominikánské škole v belgickém Saulchoir. V roce 1909 začal učit na nově založené Papežské universitě Angelicum v Římě, kde učil metafyziku, fundamentální teologii a některé části dogmatiky. V roce 1917 zde založil katedru asketické a mystické filosofie, kde učil až do roku 1960, kdy ukončil své pedagogické působení a uchýlil se do kláštera sv. Sabiny, kde zemřel o čtyři roky později.

## Dílo
Napsal celou řadu teologických spisů, k nejvýznamnějším z nich patří jeho komentáře k Summě teologické a kniha Tři věky duchovního života (1938), ve které shrnuje asketickou a mystickou tradici katolické církve. Česky vyšel pouze jeho drobný spis Kam spěje "nová teologie"?, zabývající se polemikou s katolickým modernismem, a několik jeho drobnějších prací včetně přednášek, které pronesl v Praze v roce 1933. Velký vliv měl ale i na českou teologii, zvláště na dílo Silvestra Braita, který ho označil za "nejlepšího odborníka v asketice a mystice a svého drahého učitele".